# Бандикут довгоносий
Бандикут довгоносий (Perameles nasuta) — вид сумчастих із родини бандикутових (Peramelidae).

## Таксономія
Раніше цей вид включав P. pallescens.

## Морфологічна характеристика
Волосяний покрив від червонувато-коричневого до пісочного кольору зверху й від білого до кремового кольору знизу. Мордочка витягнута. Верхня губа велика і трохи розщеплена. Середня загальна довжина 50.8 см, зокрема довжина хвоста 15.24 см. Є статевий диморфізм: середня маса самців становить 897, а середня вага самиць — 706 грамів.

## Ареал
Проживає на східному узбережжі Австралії (Вікторія, Новий Південний Уельс, Квінсленд); висота проживання від 0 до 1400 метрів.
Цей вид проживає в різних місцях проживання, включаючи приміські сади в містах. Переважне середовище проживання — це пустищні й лісові ділянки поблизу відкритих трав'янистих місць годування.

## Спосіб життя
Це нічна солітарна тварина, яка проводить день у гнізді. Нічні години проводить у пошуках безхребетних (найбільша частина раціону), дрібних хребетних, коріння рослин і гриби. Бандикут довгоносий є здобиччю для широкого кола як місцевих, так і чужорідних хижаків (Felis catus, Canis lupus familiaris, Vulpes vulpes, Canis lupus dingo, різноманітні місцеві змії…). Самиці можуть народжувати до п'яти дитинчат (зазвичай 2 або 3) і можуть приносити виводки швидко поспіль.

## Загрози й охорона
Загрози: тривалі сільськогосподарські вирубки, вирубки, спалювання місць проживання та хижацтво псів, котів і лисиць.
Вид присутній у кількох заповідних територіях. Існує нагальна потреба в підтримці середовища проживання для всіх видів.